# Johan de Haas

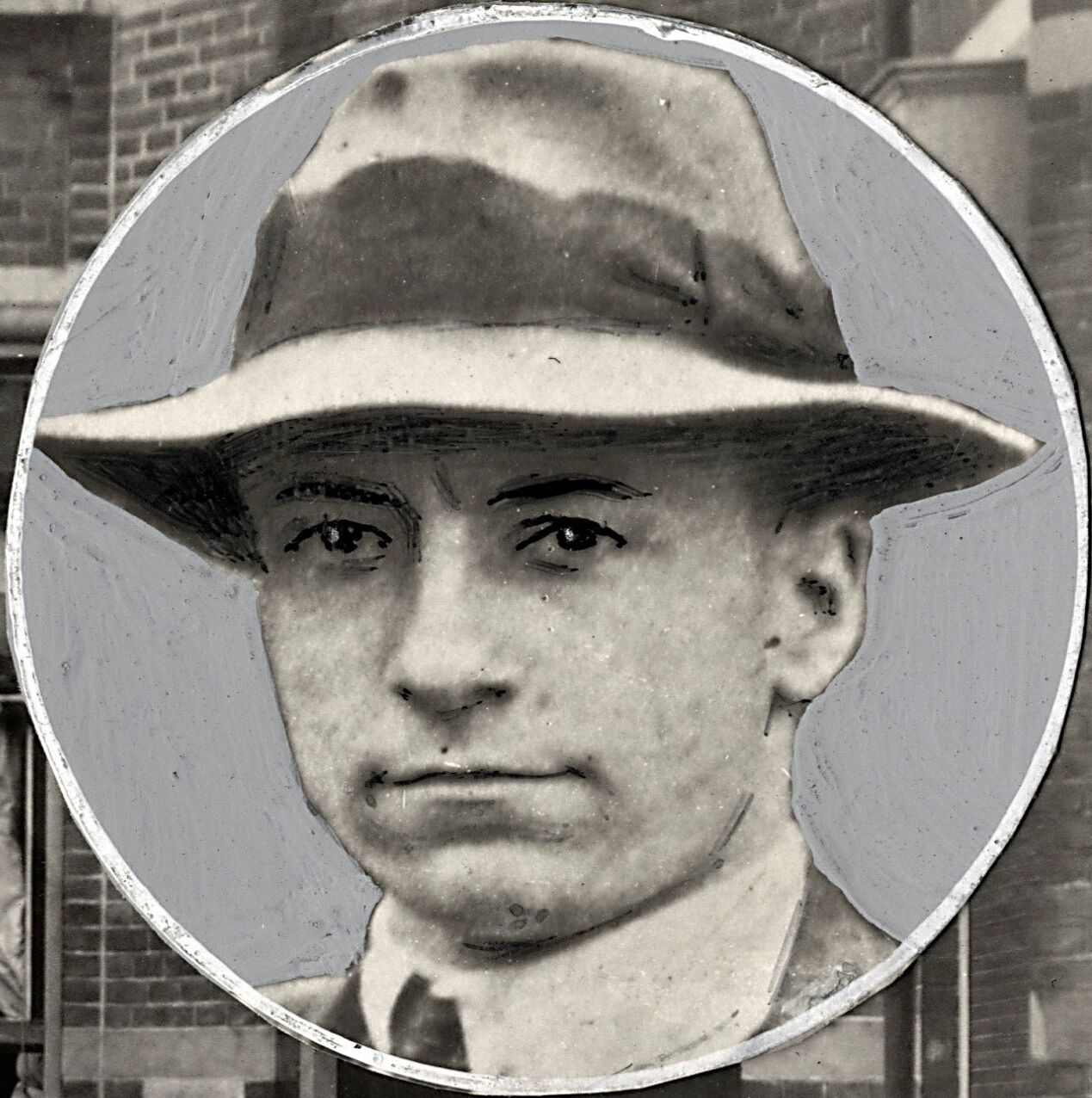
Johan de Haas (1921)

Johan de Haas, Rufname „Jo“ (* 1. September 1897 in Graft-De Rijp (Provinz Nordholland); † 10. April 1945 in Assen) war ein niederländischer Autor, Antimilitarist und Anarchist. De Haas veröffentlichte auch unter dem Pseudonym „Vengeur“ (franz.: „Rächer“).

## Leben
Nach der Scheidung seiner Eltern wohnte Johan de Haas hauptsächlich bei seinem Vater, einem reisenden Schauspieler und Komödianten in Amsterdam. Mit der niederländischen Marine schloss sein Vater einen Vertrag, der Johan de Haas ab seinem vierzehnten Lebensjahr (1912 bis September 1921) zum Dienst in der Marine verpflichtete.
1917 verweigerte de Haas den Dienst bei der Marine und wurde zu zehn Monaten Gefängnis verurteilt und frühzeitig aus der Marine entlassen. In Amsterdam war er Mitglied der Sociaal Anarchistische Jeugdorganisatie (wörtlich: „Sozial-anarchistische Jugendorganisation“, SAJO), der auch Anton Levien Constandse angehörte. Durch sein Talent als Redner bei Versammlungen war er auch bei der Internationalen Anti Militaristische Vereeniging („Internationale Antimilitaristische Vereinigung“, IAMV), für die Hendrik Ebo Kaspers Propaganda machte, und der Vrijdenkersbeweging als Sprecher gefragt. Die IAMV wurde 1904 mit Ferdinand Domela Nieuwenhuis als treibender Kraft gegründet. Dieser anarchistischen und anarchosyndikalistischen Organisation gehörten unter anderem auch Bart de Ligt, Jos Giesen und, zeitweise als Vorsitzender, Lambertus Johannes Bot an.
Die Vrijdenker waren gegen Nationalismus, Militarismus und Kolonialismus. Sie setzten sich für Demokratie, Mündigkeit der Bürger und Menschenrechte ein. Sie gehörten zu den ersten Bewegungen in den Niederlanden, die einen progressiven Standpunkt bei der Geburtenregelung, Homosexualität, Kremation und Euthanasie einnahmen. Dies war im Interesse von de Haas, der homosexuell war.
Ende 1921 verübte de Haas zusammen mit Pieter Adrianus Kooijman einen Bombenanschlag auf die Wohnung von Major Verspyck, Mitglied des Kriegsrates, der mitverantwortlich für das Urteil gegen den Wehrdienstverweigerer Herman Groenendaal war. Im folgenden Strafprozess wurde De Haas freigesprochen. Zwischen 1922 und 1924 veröffentlichte de Haas Artikel in den niederländischen Zeitschriften Alarm und Opstand („Aufstand“). Er reiste mit dem Fahrrad vor allem durch Nordholland, um gegen die bestehenden Parteien, die Gewerkschaften, das Parlament, den Kommunismus und die Kapitalisten zu agitieren. Zahlreiche Artikel publizierte er unter anderem in De Vrije Socialist (ab 1919), De wapens neder (ab 1923), De Vrijdenker (ab 1924), De Arbeider (1924) De Ploeger (1927) und Bevrijding (1933 bis 1936). De Haas ging keiner geregelten Arbeit nach und lebte von den Einnahmen, die er für seine Artikel, seine verkauften Broschüren und Vorträge erhielt. In den 1930er Jahren interessierte er sich für Psychologie und den Bond van Anarcho-Socialisten, eine von Clara Gertrud Wichmann mitgegründete Organisation, die sich unter anderem mit dem christlichen Anarchismus befasste. In seinen Veröffentlichungen, Vorträgen und Gesprächen mit anderen Anarchisten war de Haas fortschrittlich eingestellt und tabubrechend auf dem Gebiet der Homosexualität.
Vom Juli 1941 bis Mai 1942 war de Haas im Internierungslager Schoorl und im Durchgangslager Amersfoort. Nach seiner Freilassung arbeitete er bei der Giro Crediet-Ring (einer alternativen Bank) und hielt für die Mitglieder dieser Genossenschaft Vorträge.
Am 10. April 1945 wurde Johan de Haas von Nationalsozialisten verhaftet und zwei Tage vor der Befreiung der Stadt Assen im Asserbos („Asserwald“) durch Genickschuss ermordet.

## Schriften
- Albert de Jong: Het revolutionaire anti-militarisme in Nederland. In: J. de Graaf u. a. (Redaktion): Handboek voor de vredesbeweging. De radicaal-pacifistische stromingen. 's-Gravenhage 1954. S. 202–222.
- Geest contra geweld. Uit de geestelijke nalatenschap van een diep bewogen mensenleven. Ingeleid en samengesteld door Jacques Rees. De Driehoek, 's Graveland 1948 (die erste Sammlung von Texten aus seinem Nachlass).